# 瓦连京·萨普罗诺夫
瓦连京·哈夫里洛维奇·萨普罗诺夫（烏克蘭語：Валентин Гаврилович Сапронов，羅馬化：Valentyn Havrylovych Sapronov，1932年1月23日—2019年5月17日），苏联时代的乌克兰足球运动员，曾为顿涅茨克矿工队效力。